# Elecciones presidenciales de Estados Unidos de 1908
Las elecciones presidenciales de los Estados Unidos de 1908 se celebraron el 3 de noviembre de 1908. El presidente Theodore Roosevelt, en honor a la promesa de no buscar un tercer mandato, convenció al Partido Republicano para nominar William Howard Taft, su amigo y secretario de Guerra, para convertirse en su sucesor. Después de su agria derrota en las elecciones de 1904 con un candidato conservador, el Partido Demócrata volvió a nominar a William Jennings Bryan, que había sido derrotado en 1896 y 1900 por el republicano William McKinley. A pesar de su dos anteriores derrotas, Bryan seguía siendo extremadamente popular entre los individuos más liberales y populistas del Partido Demócrata. A pesar de una campaña vigorosa contra la élite de los negocios de la nación, Bryan sufrió la peor derrota en sus tres campañas presidenciales, y Taft ganó por un margen cómodo.

## Nominaciones

### Nominación del Partido Republicano

#### Nominados
| Boleta del Partido Republicano de 1908                      |                                                                      |
| William Howard Taft                                         | James S. Sherman                                                     |
| Candidato a la Presidencia                                  | Candidato a la Vicepresidencia                                       |
|                                                             |                                                                      |
| 42.° Secretario de Guerra de los Estados Unidos (1904–1908) | Representante de los Estados Unidos por el 27.° distrito (1903–1909) |
|                                                             |                                                                      |

### Nominación del Partido Demócrata

#### Nominados
| Boleta del Partido Demócrata de 1908                                                         |                                              |
| William Jennings Bryan                                                                       | John W. Kern                                 |
| Candidato a la Presidencia                                                                   | Candidato a la Vicepresidencia               |
|                                                                                              |                                              |
| Representante de los Estados Unidos por el 1.º distrito congresional de Nebraska (1891–1895) | Senador por el estado de Indiana (1893–1897) |
| Campaña                                                                                      |                                              |
|                                                                                              |                                              |

- Datos: Q72835
- Multimedia: United States presidential election, 1908 / Q72835